# Bosminopsis deitersi
Bosminopsis deitersi är en kräftdjursart som beskrevs av Richard 1895. Bosminopsis deitersi ingår i släktet Bosminopsis och familjen Bosminidae. Inga underarter finns listade.